# Hitoshi Usui
Hitoshi Usui (født 5. november 1988) er en tidligere japansk fodboldspiller.
Han har spillet for flere forskellige klubber i sin karriere, herunder Fagiano Okayama.